# TOPPANエッジ
TOPPANエッジ株式会社（英: TOPPAN Edge Inc.）は、TOPPANホールディングスの連結子会社で、帳票類（ビジネスフォーム）を主力製品とする日本のメーカーである。2023年3月31日まではトッパン・フォームズ株式会社という社名であった。

## 沿革
- 1955年5月 アジアビジネスフォーム株式会社が設立される。
- 1964年8月 凸版印刷の完全子会社となる。
- 1965年5月 凸版印刷とムーア社の合弁企業となり、トッパン・ムーア・ビジネスフォーム株式会社となる。
- 1971年1月 トッパン・ムーア株式会社に社名変更する。
- 1997年3月 再び凸版印刷の完全子会社となる。
- 1997年4月 トッパン・フォームズ株式会社に変更する。
- 1998年3月 東京証券取引所1部に上場する。
- 2021年12月 凸版印刷による株式公開買付けが成立[3]。
- 2022年
  - 2月25日 - 東京証券取引所1部上場廃止[4]。
  - 3月1日 - 株式売渡請求により、凸版印刷の完全子会社となる。
- 2023年4月 TOPPANエッジ株式会社に社名変更する。

## 主な連結子会社
- トッパン・フォームズ・セントラルプロダクツ株式会社
- トッパン・フォームズ東海株式会社
- TOPPANエッジITソリューション株式会社
- 株式会社ジェイエスキューブ
- TOPPANエッジ・サービス株式会社
- トッパン・フォームズ関西株式会社
- トッパン・フォームズ西日本株式会社
- 株式会社トスコ
- TOPPANエッジ・ペイメンツ株式会社
- T.F.カンパニー社（香港所在）
- トッパン・フォームズ（香港）社（香港所在）
- トッパン・フォームズ（シンガポール）社（シンガポール所在）

## 製品
- RFIDIC[5]
- 電子ペーパー[6]